# Петриківці (Хмельницький район)
Петрикі́вці — село в Україні, у Війтовецькій селищній територіальній громаді Хмельницького району Хмельницької області. Населення становить 380 осіб.

## Історія
7 (20) листопада 1917 року, відповідно до Третього Універсалу Української Центральної Ради, увійшло до складу Української Народної Республіки.
Колишній орган місцевого самоуправління — Петриковецька сільська рада.

## Населення

### Мова
Розподіл населення за рідною мовою за даними перепису 2001 року:
| Мова       | Відсоток |
| ---------- | -------- |
| українська | 99,74 %  |
| російська  | 0,26 %   |

## Голодомор в Петриківцях
За даними різних джерел в селі 1932—1933 роках загинуло близько 15 чоловік. На сьогодні встановлено імена 7. Мартиролог укладений на підставі поіменних списків жертв Голодомору 1932—1933 років, складених Петриковецькою сільською радою. Поіменні списки зберігаються в Державному архіві Хмельницької області.
- Богач Андрій, вік невідомий, 1933 р.,
- Видиш Ірон, вік невідомий, 1933 р.,
- Вітко Броніслава, вік невідомий, 1933 р.,
- Жаборовський Пилип, вік невідомий, 1933 р.,
- Лавренюк Юхим, вік невідомий, 1933 р.,
- Плюник Олексій, вік невідомий, 1932 р.,
- Суський Болеслав, вік невідомий, 1932 р.,

## Галерея

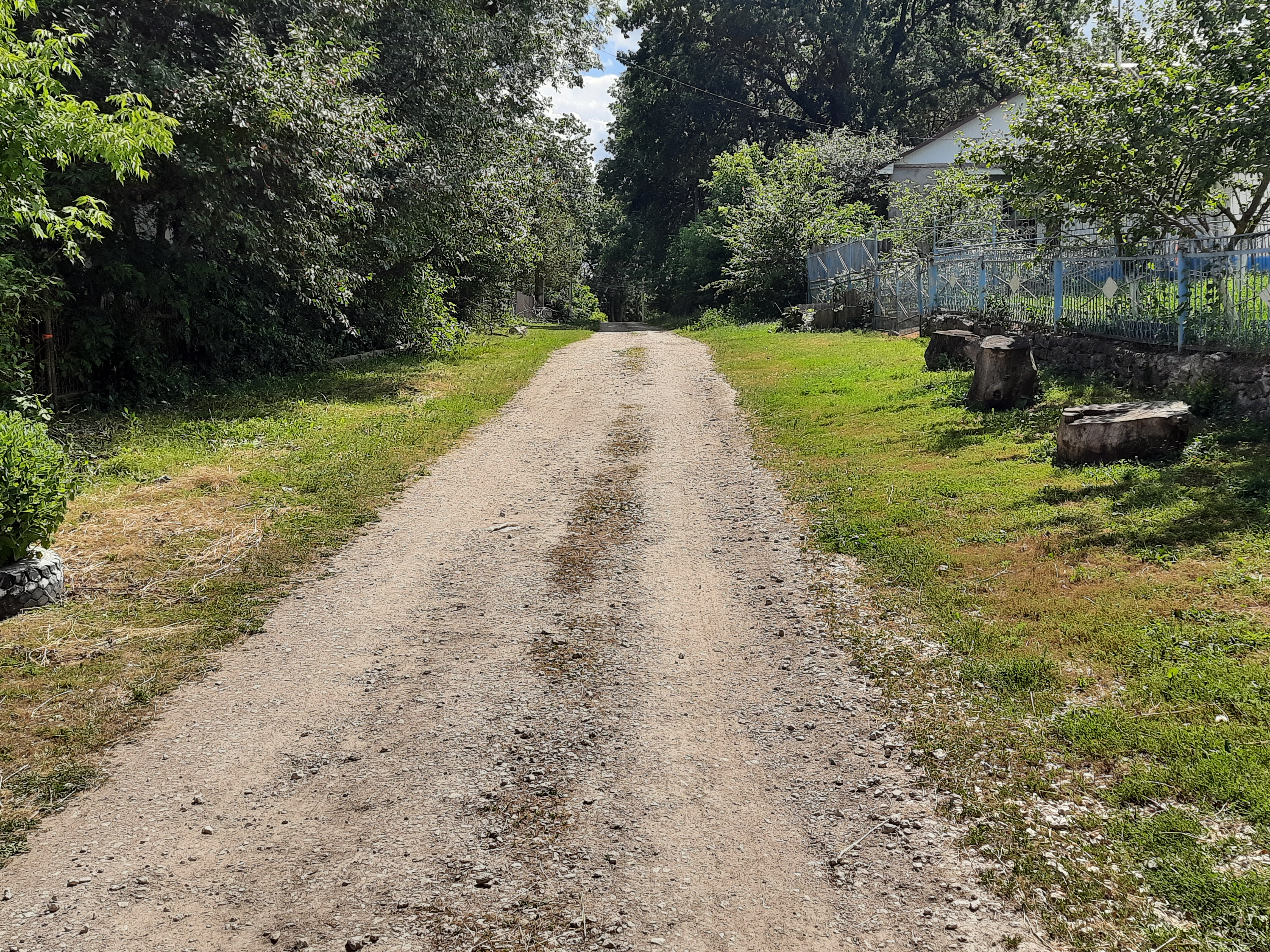
Сільська вулиця
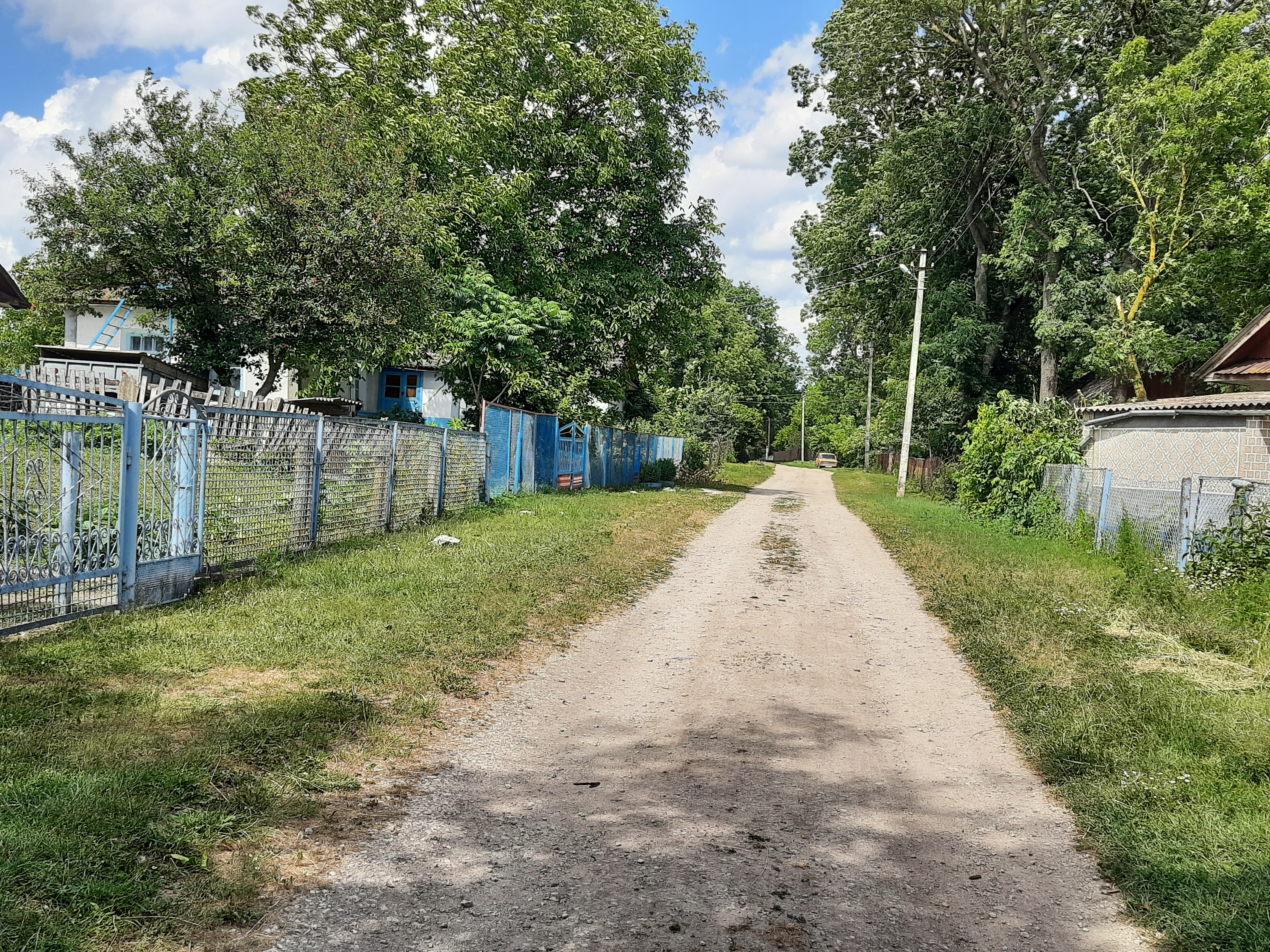
Сільська вулиця
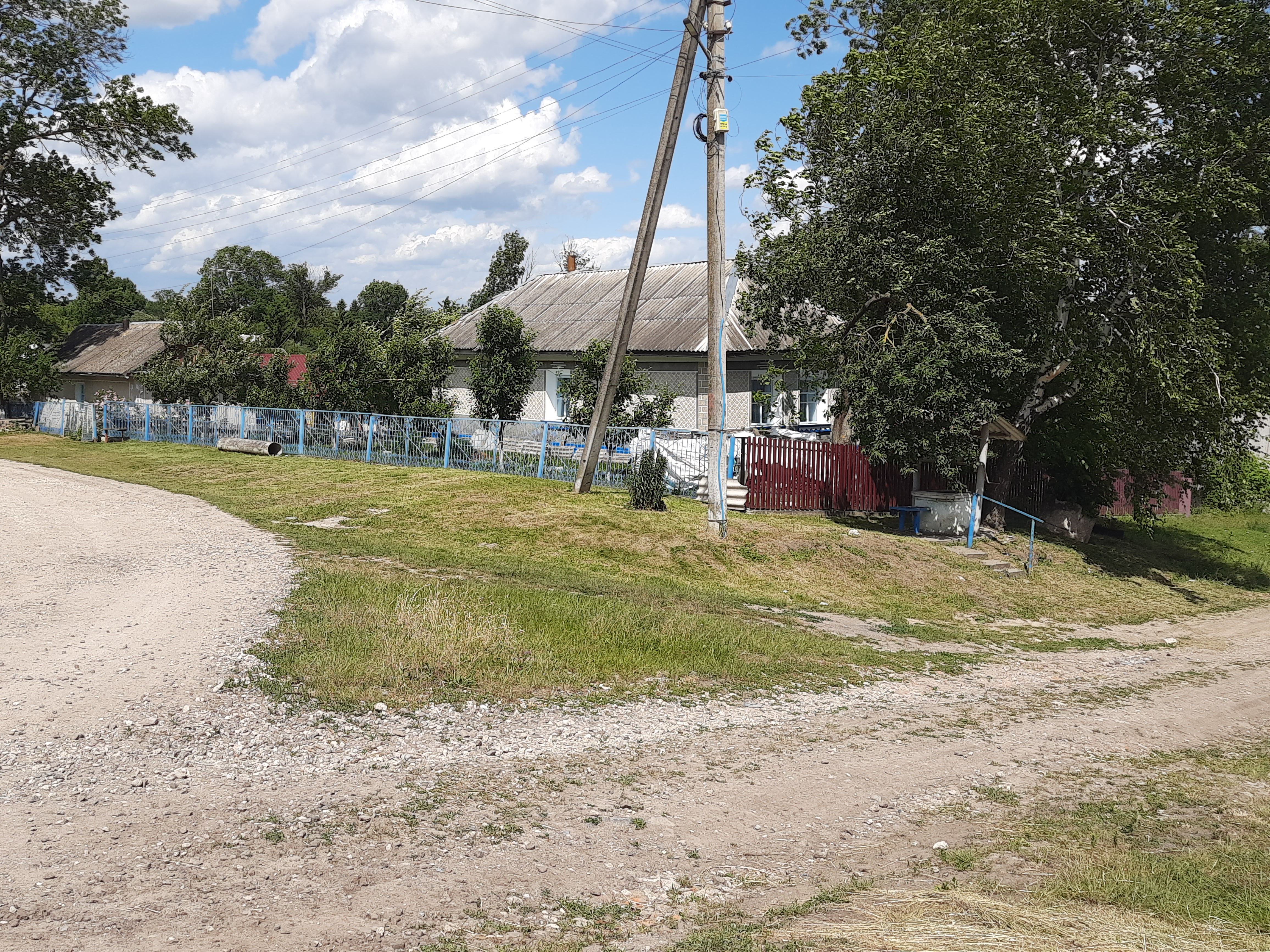
Сільський пейзаж
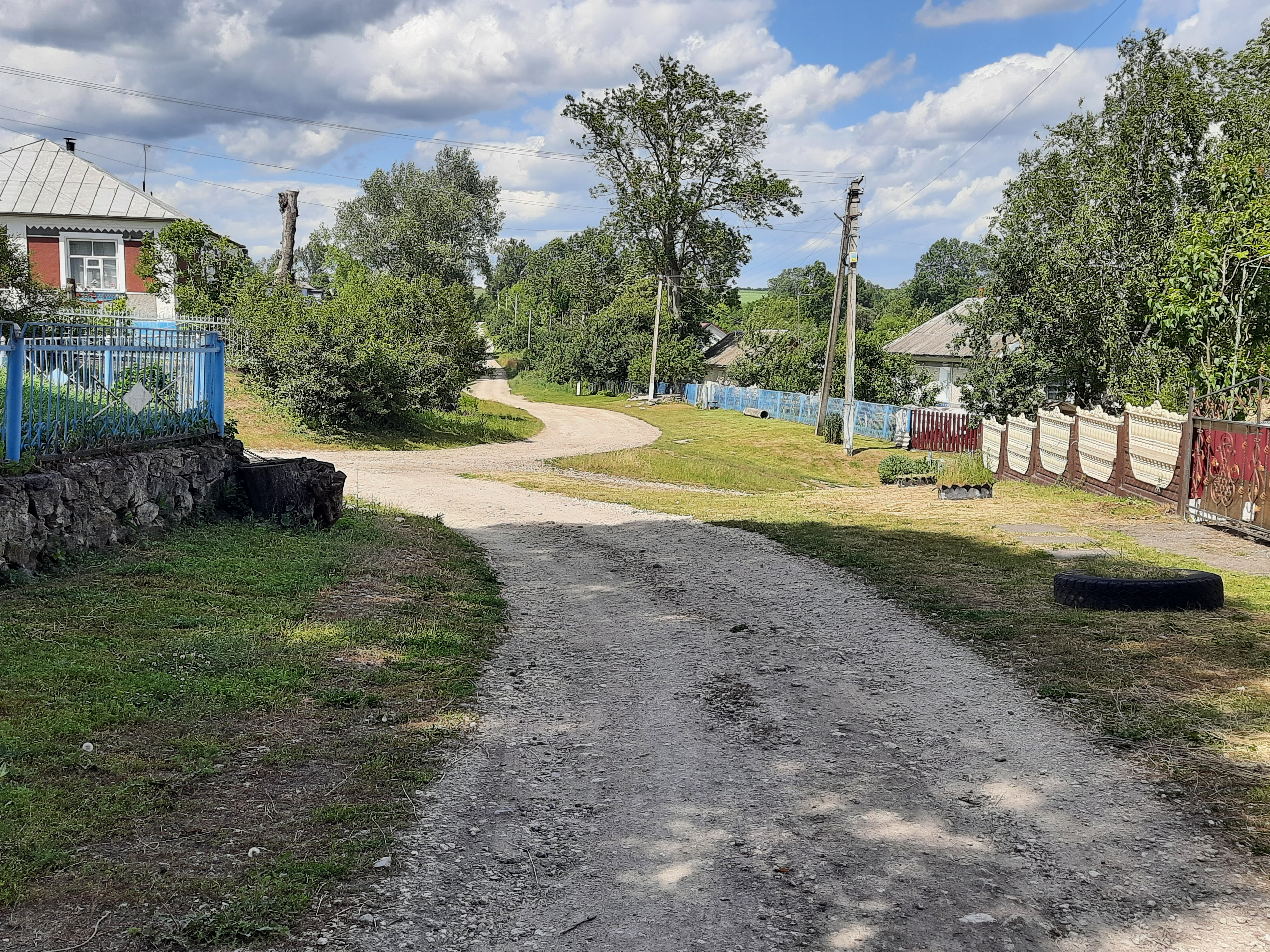
Сільський пейзаж
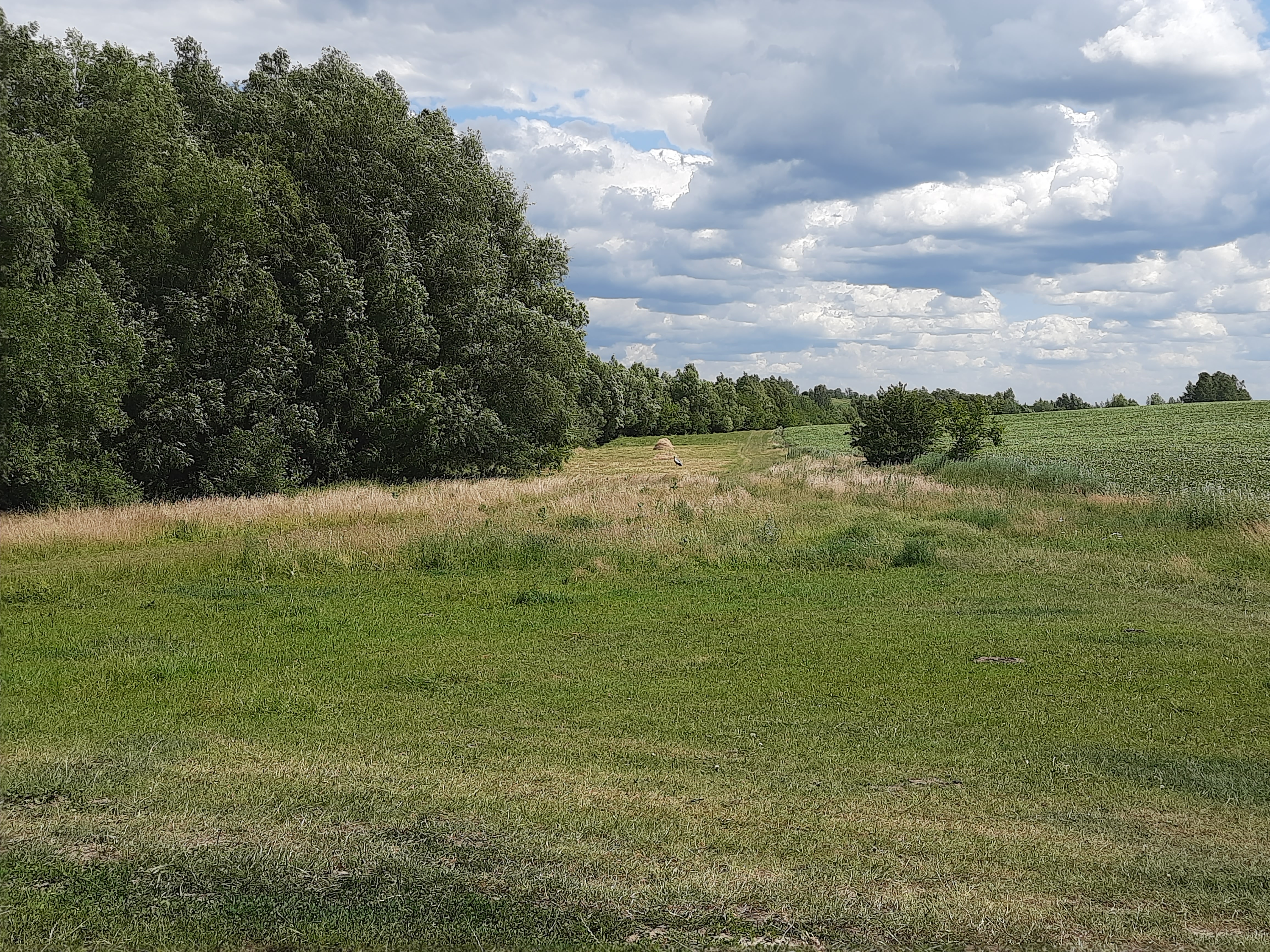
Краєвид біля села
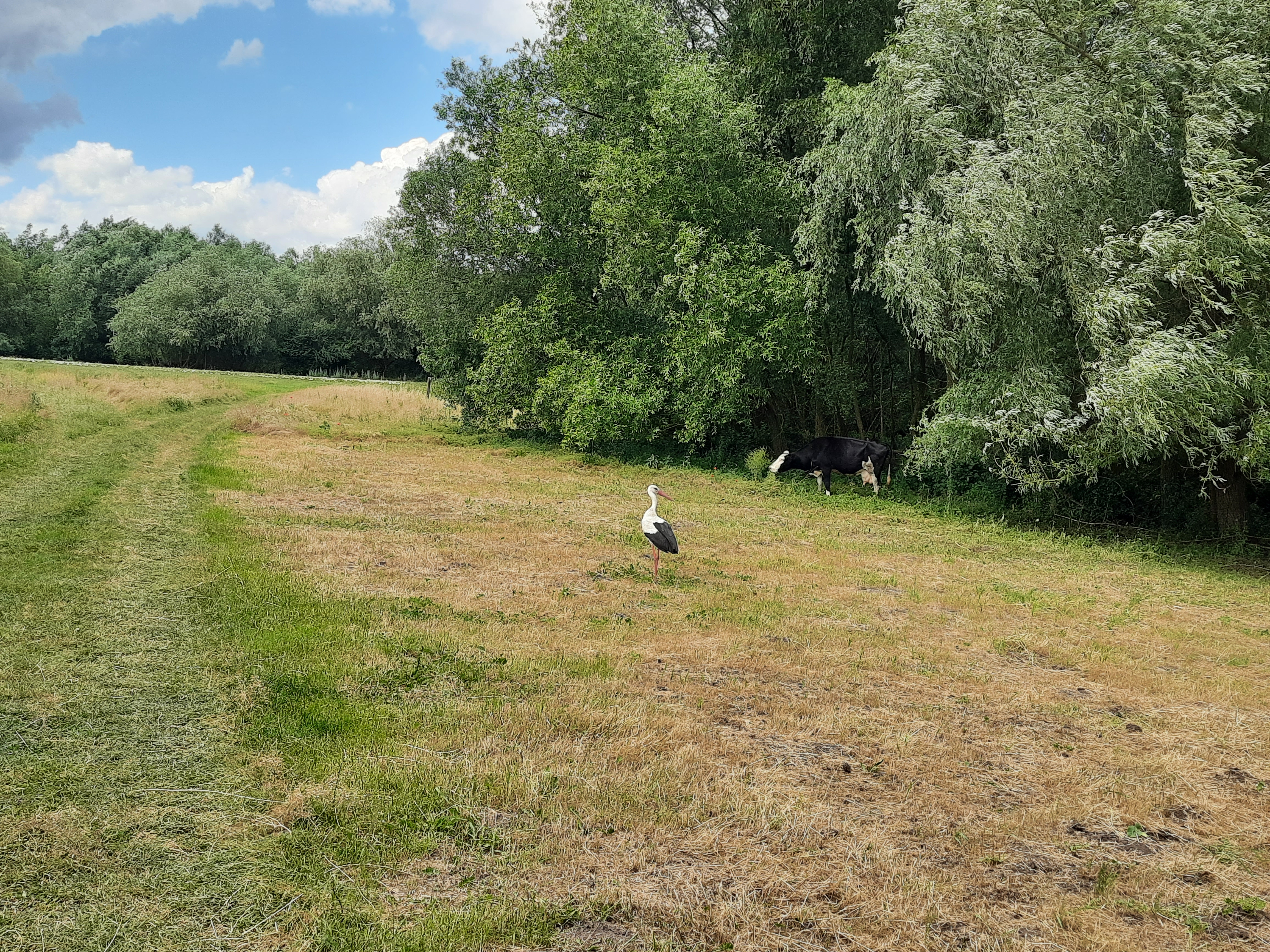
Околиця села
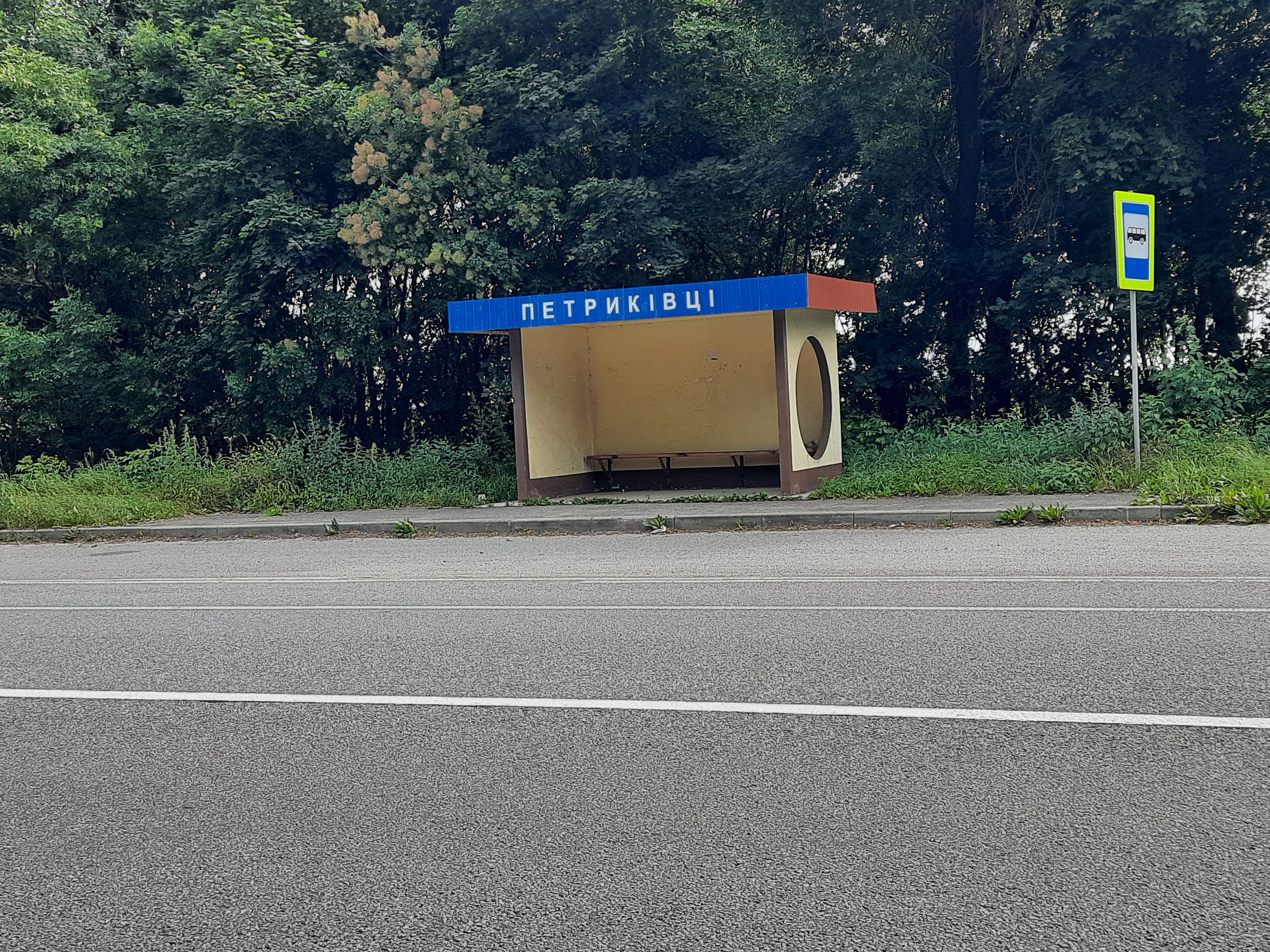
Автобусна зупинка біля  села